# Sanctuaire de faune et de flore de Los Colorados
Le sanctuaire de faune et de flore de Los Colorados est une zone protégée dans le département de Bolívar, en Colombie.
Le sanctuaire a reçu son statut de protection officielle en juin 1977, il est nommé d'après les singes hurleurs rouges qui habitent les pentes boisées.
Le sanctuaire abrite 280 espèces d'oiseaux, dont 45 migrateurs, et préserve une section remarquable de forêt tropicale sèche des Caraïbes colombiennes.